# درک جاکوبی
سر درک جورج جاکوبی CBE (انگلیسی: Sir Derek George Jacobi؛ زادهٔ ۲۲ اکتبر ۱۹۳۸) بازیگر و کارگردان انگلیسی است. او برندهٔ جایزه تونی، جایزه بفتا و جایزه امی است.

## فیلم‌شناسی
- گوژپشت نتردام (۱۹۸۲)
- قصه‌گو (۱۹۸۸)
- هنری پنجم (۱۹۸۹)
- مرگ دوباره - (۱۹۹۱)
- هملت (۱۹۹۶)
- مولوکای (۱۹۹۹)
- گلادیاتور (۲۰۰۰)
- گاسفورد پارک (۲۰۰۱)
- قلمرو داود: حماسه بنی‌اسرائیل (۲۰۰۳)
- جهان زیرین: تکامل (۲۰۰۳)
- هنری هشتم (۲۰۰۳)
- ننی مک‌فی (۲۰۰۵)
- آدام زنده‌شد (۲۰۰۸)
- قطب‌نمای طلایی (۲۰۰۷)
- جای اژدها (۲۰۱۱)
- سخنرانی پادشاه (۲۰۱۰)
- آخرت (۲۰۱۰)
- هفته‌ای که با مریلین گذراندم (۲۰۱۱)
- تاریخ عشق (۲۰۱۶)

## جوایز و افتخارات
- نامزد دریافت بفتای بهترین بازیگر مکمل مرد برای فیلم  مرگ دوباره